# Mariano Rubio
Mariano Rubio Jiménez (Burgos, 14 de noviembre de 1931-Madrid, 4 de octubre de 1999) fue un economista español, gobernador del Banco de España entre 1984 y 1992.

## Biografía
Miembro de la Asociación Socialista Universitaria (ASU), durante su época de estudiante fue detenido y encarcelado por sus actividades antifranquistas. Luego marchó a París, en donde permaneció como funcionario de la Organización para la Cooperación y el Desarrollo Económicos (OCDE). Regresó España en 1963, incorporándose al Ministerio de Hacienda, cuyo titular en ese momento era Mariano Navarro Rubio, que en 1965 es nombrado Alto cargo supremo de la entidad financiera del  Banco de España. Mariano Rubio se integra entonces en la entidad financiera en calidad de Subdirector de Departamento.
En 1970, siendo ministro de Hacienda Alberto Monreal Luque es nombrado director general de Política Financiera, cargo del que dimite tres meses después. En 1973 pasa a dirigir la empresa Enagás, dependiente del Instituto Nacional de Industria. En 1977 es nombrado subgobernador del Banco de España, cargo que ocupa hasta 1984, año en que es nombrado gobernador de la entidad. Fue reelegido en 1988, y ocupó este cargo hasta julio de 1992. Durante su etapa al frente de la entidad tuvo que hacer frente a la grave crisis financiera que atravesó el país.

## Caso Ibercorp
Tras unas informaciones reveladas por el diario El Mundo en 1992, en las que se denunciaba su implicación en un delito de fraude a Hacienda (Caso Ibercorp), dimitió de su cargo. En enero de 1995 fue imputado por  delito de tráfico de influencias. Una segunda causa en la que se vio implicado fue la conocida como "Caso Mariano" causa por haber mantenido una cuenta opaca para el fisco, con unos 130 millones de pesetas y bajo un nombre en clave. Cuenta que se la gestionaba el propio Manuel de la Concha, implicado en el caso Ibercorp. El 5 de mayo de 1996 ingresaba en prisión por fraude fiscal y falsedad documental, de la que saldría bajo fianza a petición del Fiscal Jefe de Madrid Mariano Fernández Bermejo. Falleció en Madrid a la edad de 67 años víctima de un cáncer de colon. Estuvo casado con Isabel Azcárate durante muchos años y posteriormente con la escritora Carmen Posadas.

## Gestión
En palabras del en aquel entonces copresidente del Banco Santander Central Hispano Emilio Botín, publicadas en la sección Tribuna de El País en 1999, «gracias a su gestión, España pasó de un sistema bancario altamente regulado e intervenido a otro cada vez más abierto y liberalizado. Ello hizo posible la reestructuración y modernización de nuestras entidades bancarias, y las preparó para competir internacionalmente.»